# 詹姆斯·斯图尔特 (赛艇运动员)
詹姆斯·斯图尔特（英語：James Stewart，1973年12月15日—），澳大利亚男子赛艇运动员。他曾代表澳大利亚参加1996年、2000年和2004年夏季奥林匹克运动会赛艇比赛，获得二枚铜牌。

## 家庭
孪生兄弟杰夫·斯图尔特。弟弟斯蒂芬·斯图尔特。